# Kościół św. Katarzyny w ’s-Hertogenbosch
Kościół św. Katarzyny (nid. Sint-Catharinakerk) – chrześcijańska świątynia znajdująca się w holenderskim mieście ’s-Hertogenbosch. Należy do parafii Heilige Maria.

## Historia
W 1468 w mieście osiedlili się pierwsi Kanonicy Regularni Świętego Krzyża. W 1533 wznieśli oni kościół klasztorny pw. św. Krzyża, który w 1569 został siedzibą parafii. Świątynię rozbudowano w 1601, a w 1619 dobudowano renesansowe prezbiterium. W latach 1629–1794 odprawiano w nim nabożeństwa protestanckie, następnie służył jako stajnia i stodoła. W 1810, dekretem Napoleona Bonapartego, zwrócony katolikom i przeznaczony na kościół garnizonowy dla wojsk francuskich. Budynek przebudowano w latach 1842-1844. Kamień węgielny pod budowę obecnej świątyni położono w 1916 roku, budowę zakończono dwa lata później. Nabożeństwa w liturgii rzymskokatolickiej sprawowano tutaj do 2015 roku. Budynek planowano użyczyć teatrowi aan de Parade, lecz od 2019 odprawiane są tu nabożeństwa katolickie w rycie bizantyńskim, nabożeństwa Apostolskiego Kościoła Ormiańskiego, liturgie Serbskiego Kościoła Prawosławnego i msze polskiej wspólnoty rzymskokatolickiej.

## Architektura i wyposażenie
Świątynia neobizantyńska, wzniesiona według projektu Jana Stuyta, inspirowana Hagią Sophią. Wzniesiona na planie ośmiokąta, otoczona kaplicami. Zachowano gotycką absydę. Kopuła wykonana jest z betonu zbrojonego, od wewnątrz pokryta malowidłami autorstwa Jana Oostermana. Na fasadzie zawieszono zegar z 1562, o średnicy 55 cm.
Organy wykonano w latach 1850-1851 w warsztacie Johannesa Vollebregta, w 2007 zostały poddane renowacji. Wnętrze zdobi 9 obrazów autorstwa Pietera-Jozefa Verhaghena oraz ambona z 1841.

## Galeria

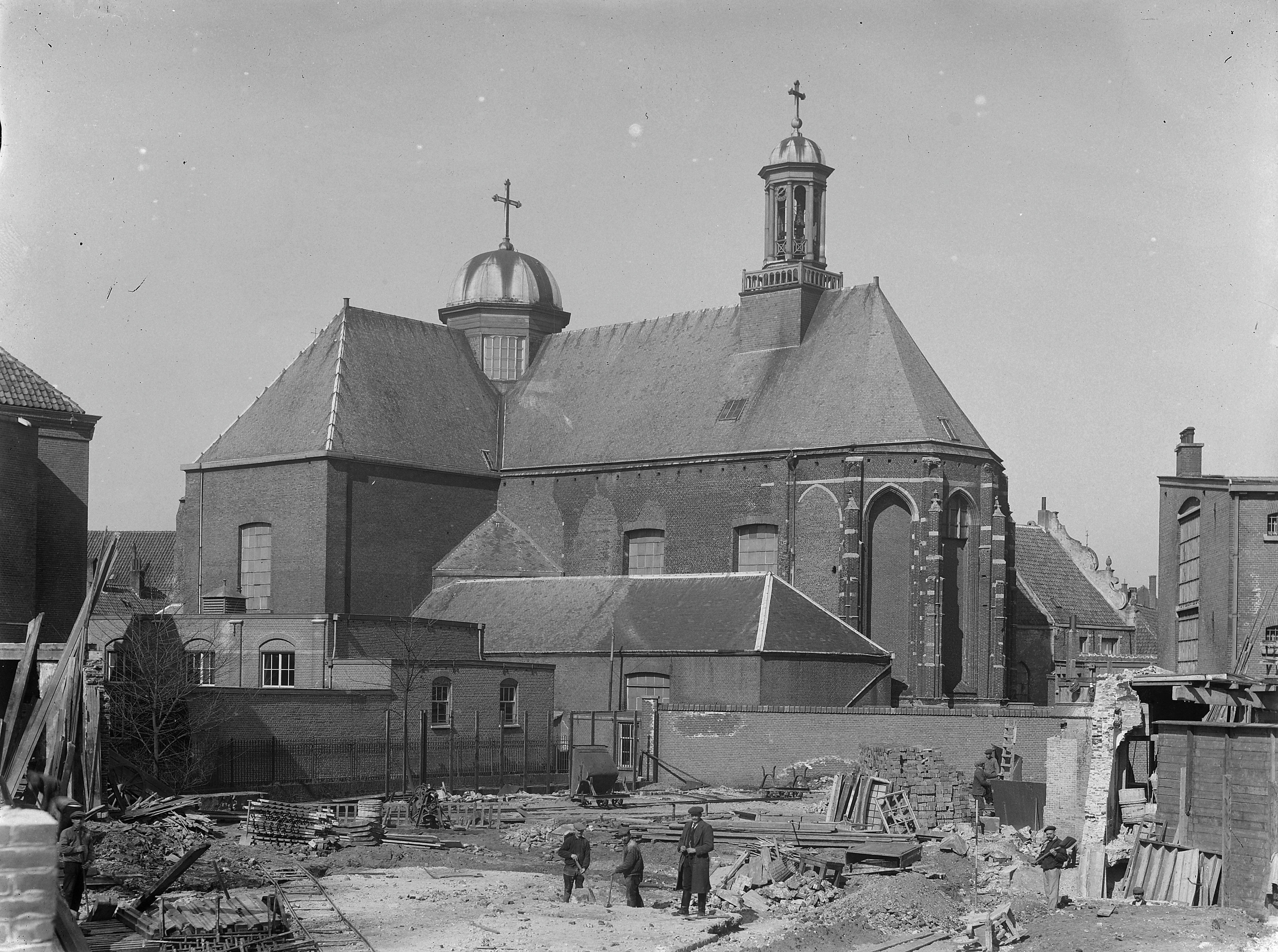
Świątynia przed przebudową
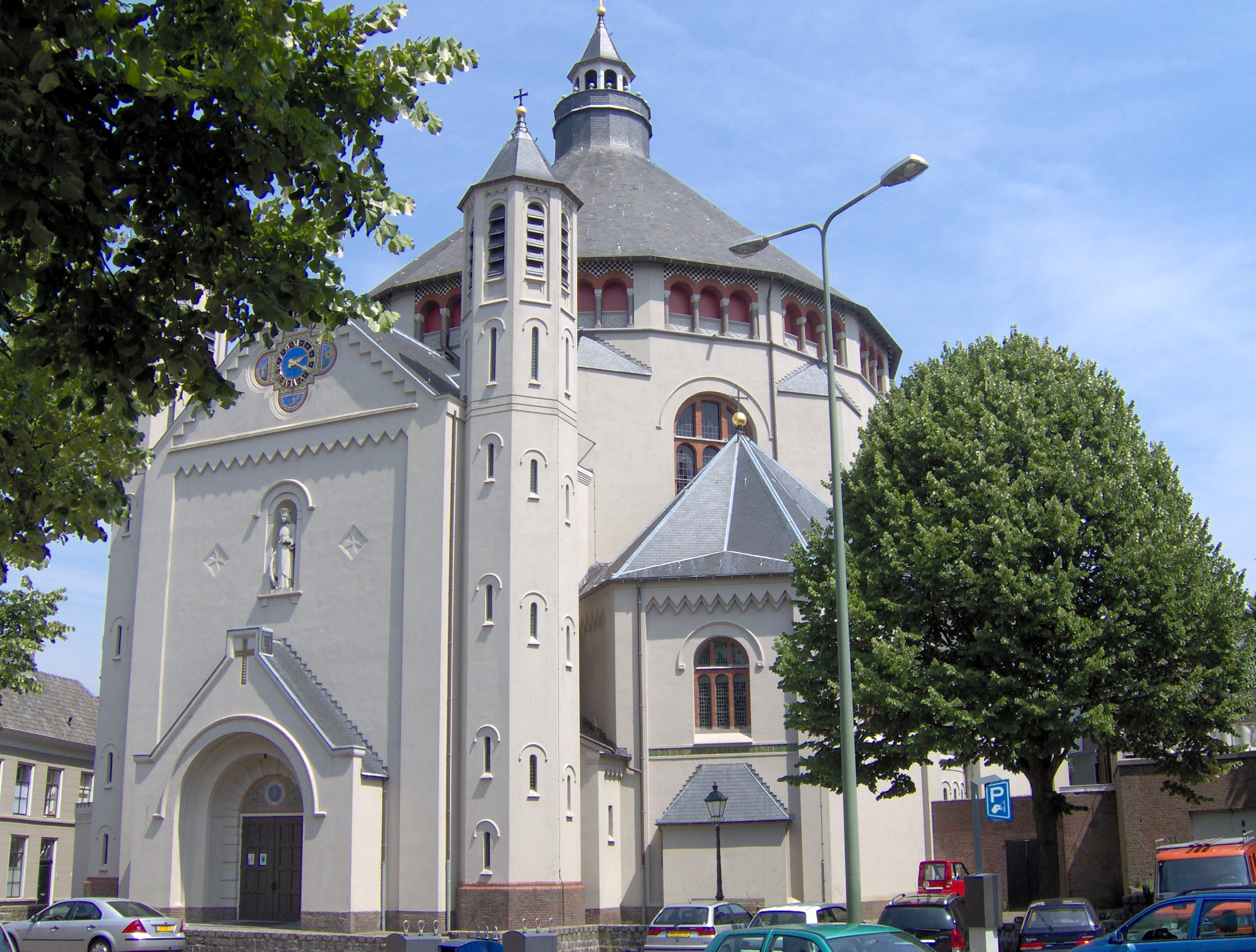
Widok z południowego zachodu
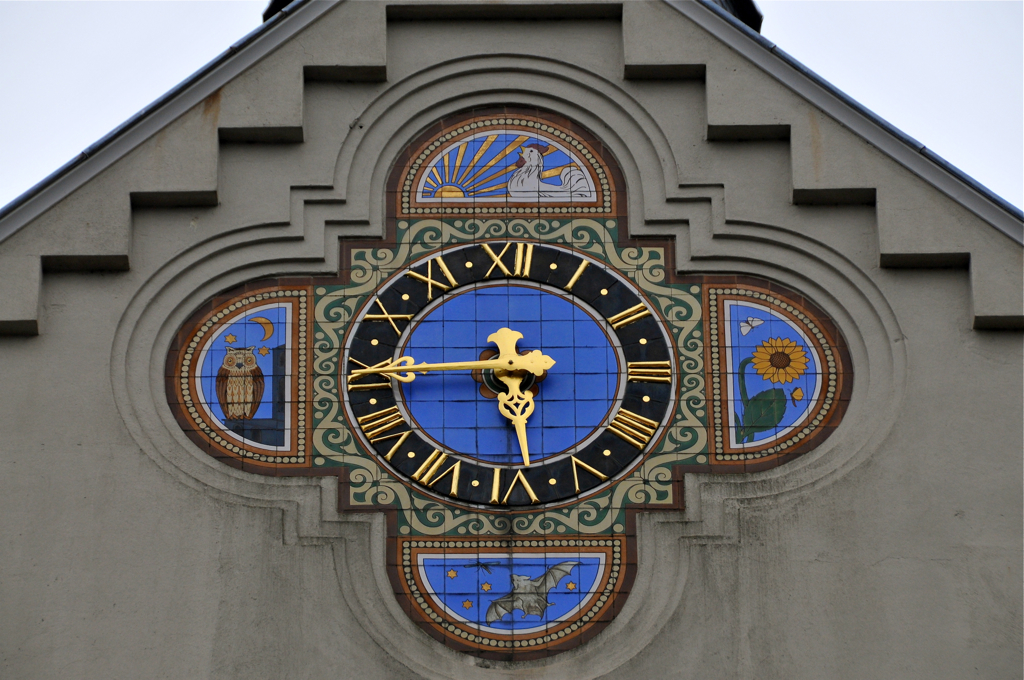
XVI-wieczny zegar na fasadzie
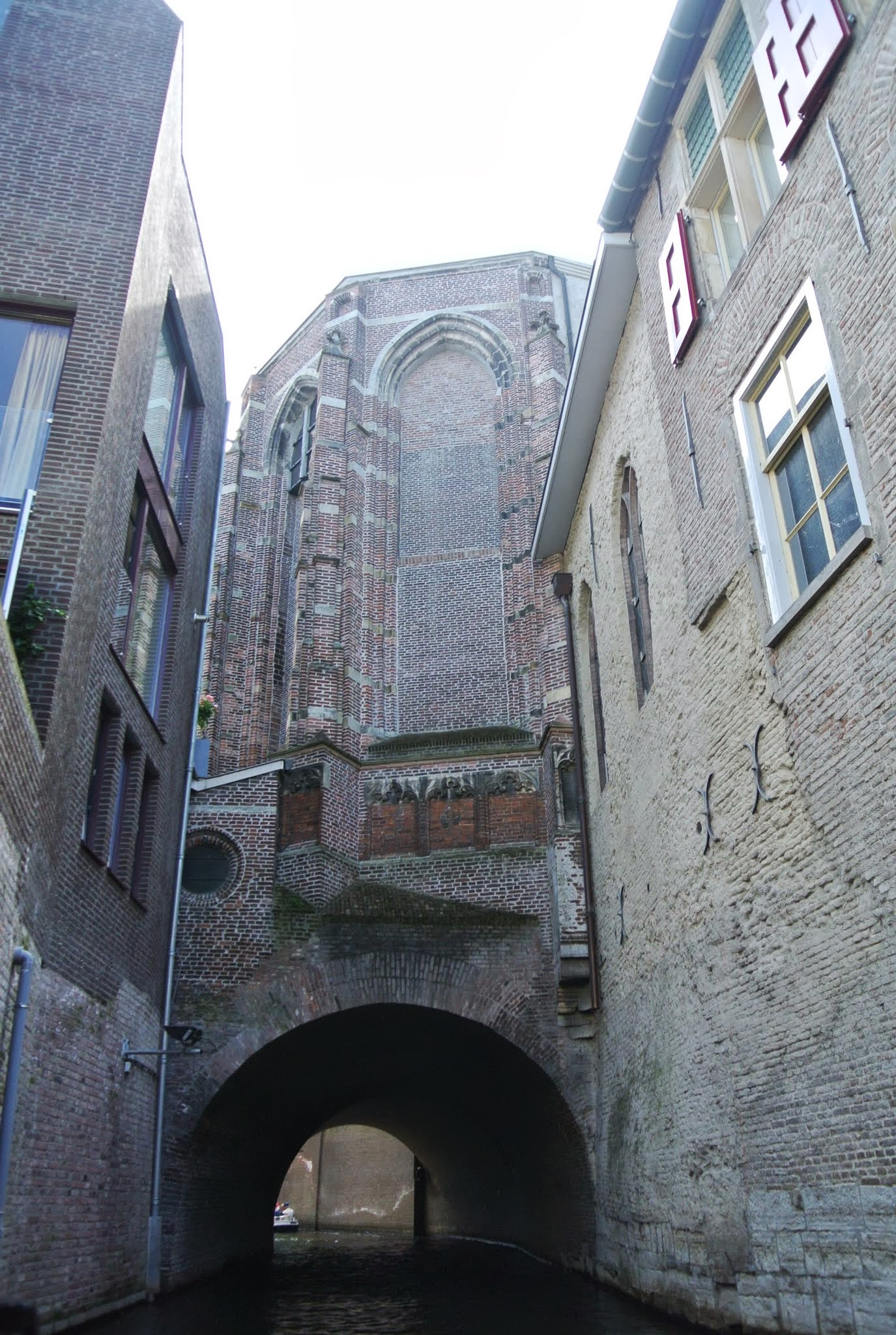
Gotycka absyda
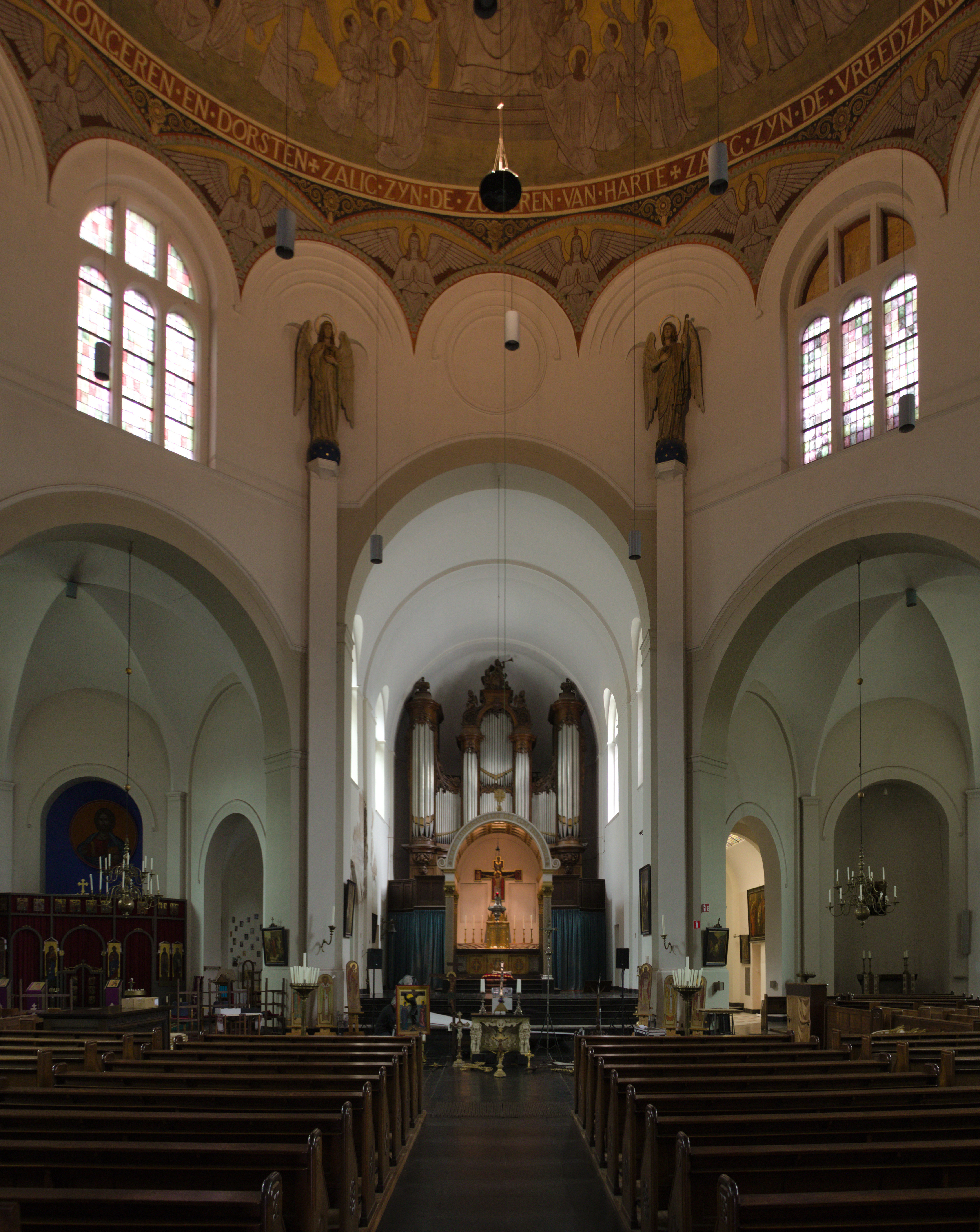
Wnętrze
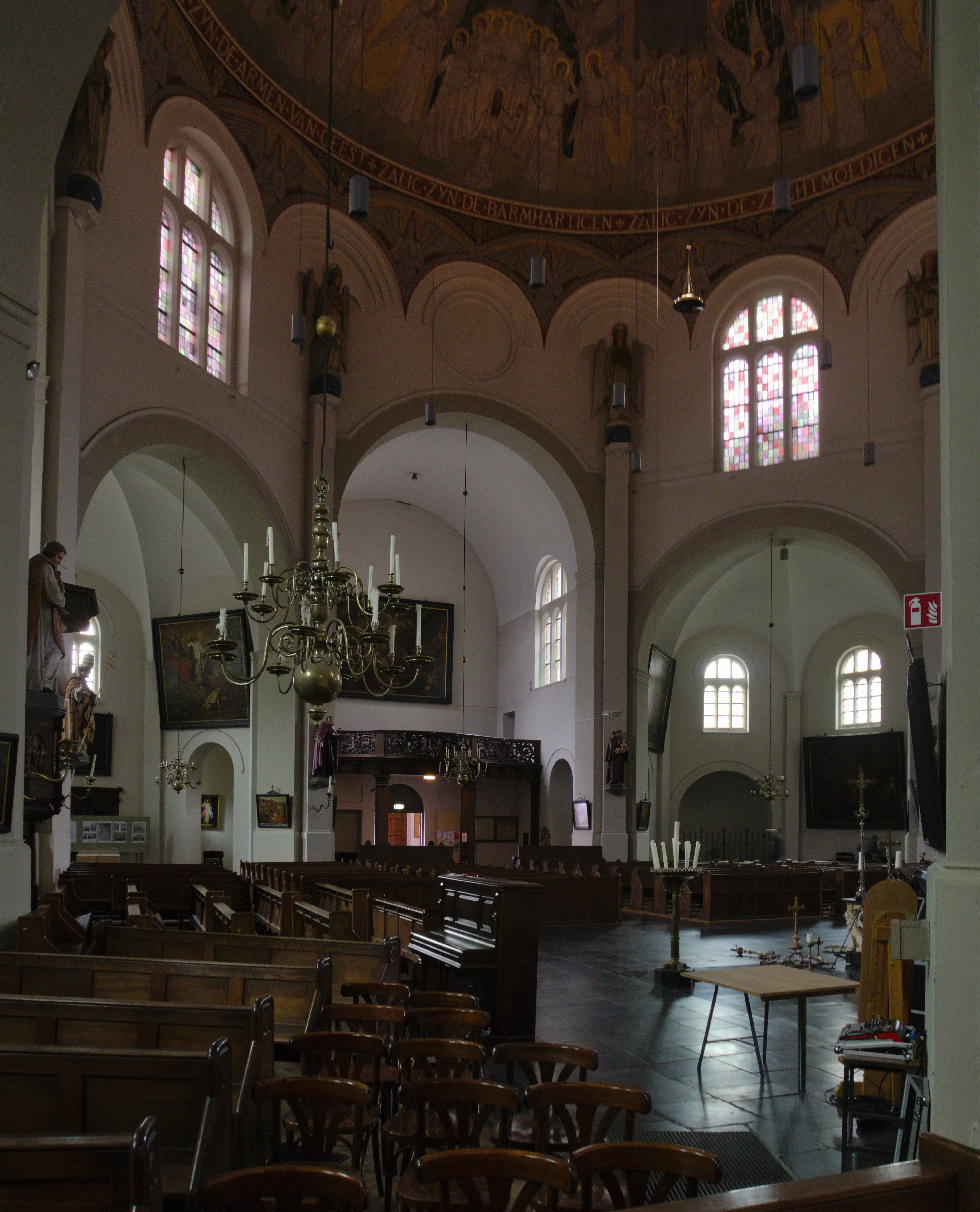
Wnętrze
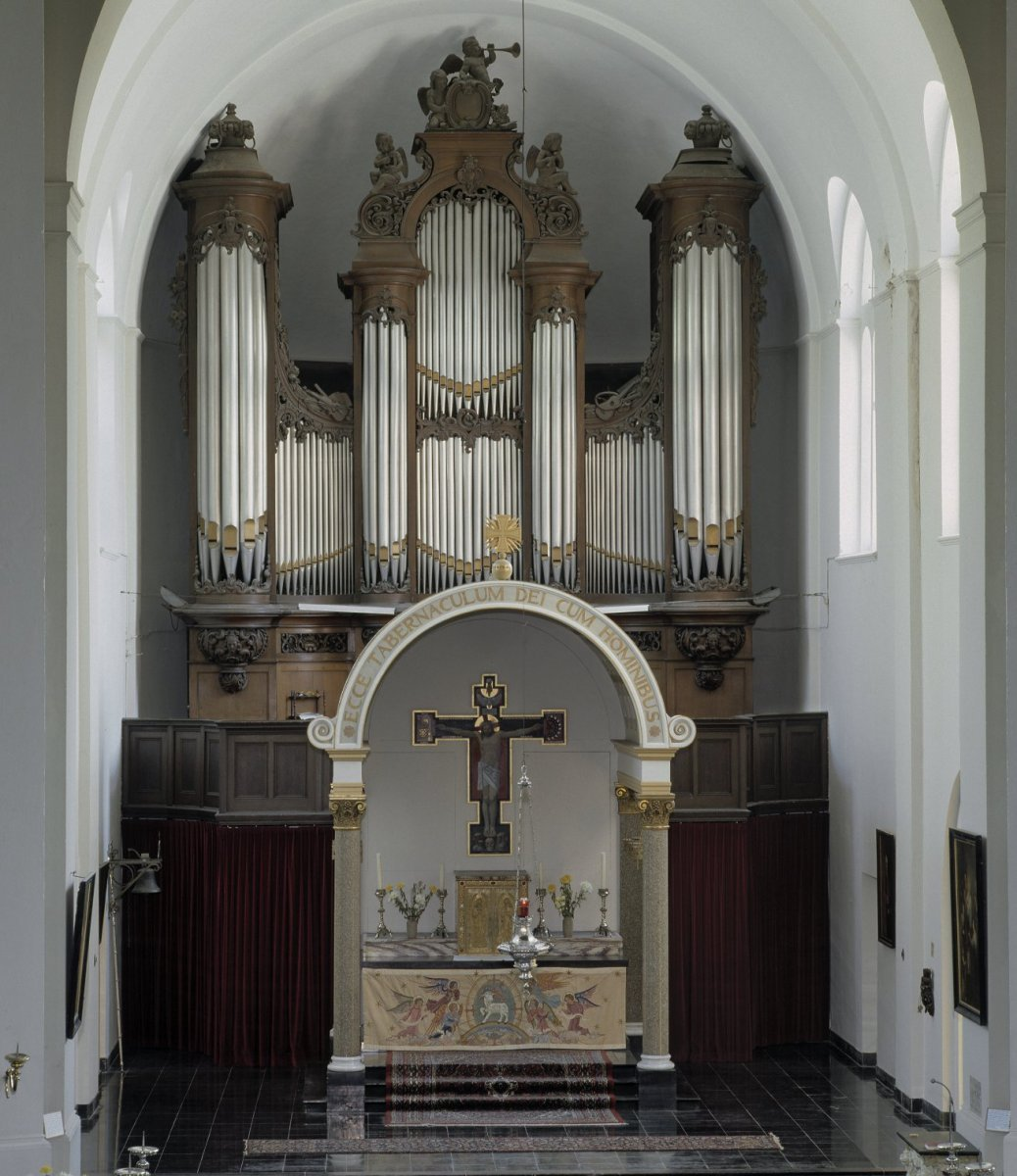
Ołtarz i organy